# 阿梅莉亚·克尔
阿梅莉亚·夏洛特·克尔（英語：Amelia Charlotte Kerr，2000年10月13日—），生于惠灵顿，新西兰女子板球运动员。她曾代表新西兰国家队参加2022年英联邦运动会板球比赛，获得一枚铜牌。